# XHTML Basic
XHTML Basic (Podstawowy XHTML) – oparty na XML język znaczników, tworzony przez W3C i używany głównie w urządzeniach przenośnych, jak telefony komórkowe, PDA, pagery i internetowe przystawki telewizyjne.
XHTML Basic jest podzbiorem XHTML, zawierającym minimalny zestaw modułów XHTML obsługujących strukturę dokumentu, obrazki, tabele i obiekty. Język ten ma zastąpić języki WML i C-HTML. Przewagą XHTML Basic nad tymi językami jest możliwość odmiennego renderowania zapisanych w nim stron w przeglądarce internetowej i w ręcznym urządzeniu bez konieczności tworzenia dwóch wersji strony.
Firma Nokia opracowała XHTML Mobile Profile projekt oparty na XHTML Basic, który zawiera dodatkowo elementy specyficzne dla obsługi telefonów komórkowych.
Aktualną wersją XHTML Basic jest 1.1 (rekomendacja).

## DOCTYPE
Każdy dokument XHTML Basic musi zawierać poniższą deklarację DOCTYPE:
<!DOCTYPE html PUBLIC "-//W3C//DTD XHTML Basic 1.0//EN"
"http://www.w3.org/TR/xhtml-basic/xhtml-basic10.dtd">